# Ashby (Lincolnshire)
Ashby – dzielnica miasta Scunthorpe, w Anglii, w Lincolnshire, w dystrykcie North Lincolnshire. Leży 1,6 km od centrum miasta Scunthorpe, 38,3 km od Lincoln i 231,6 km od Londynu. W 2011 roku dzielnica liczyła 12 123 mieszkańców. Ashby jest wspomniana w Domesday Book (1086) jako Aschebi.